# Made in Japan - La Grande Odalisque
Made in Japan - La Grande Odalisque est une peinture de l'artiste français Martial Raysse (né en 1936), exécutée en 1964, conservée au musée national d'Art moderne qui l'a acquise en 1995 grâce au don de Scaler Foundation. Le tableau fait partie de la série Made in Japan qui traite d'une manière formellement très proche du pop art américain les toiles emblématiques d'histoire de l'art. Le tableau de Raysse reprend dans un cadre serré la partie haute du dos et la tête de La Grande Odalisque célèbre peinte par Ingres à 1814, conservée au Musée du Louvre. Dans la même année Raysse a exécuté une autre version d'Odalisque intitulée simplement Made in Japan cette fois-ci en reprenant la taille entière du tableau d'Ingres. Pour Made in Japan - La Grande Odalisque adopte les couleurs industrielles criardes caractéristiques à l'esthétique publicitaire qui à l'époque commence à dominer dans l'espace visuel urbain mais aussi du pop art.

## Sources
- Martial Raysse : Exposition itinérante France/Allemagne 1992-1993, Paris, Éditions du Jeu de Paume, 1992. - 305 p. : ill. en noir et en couleurs.